# 자왕구
자왕구(한국어: 가왕구, 중국어: 贾汪区, 병음: Jiǎwāng Qū)는 중화인민공화국 장쑤성 쉬저우 시의 현급 행정구역이다. 넓이는 690km2이고, 인구는 2007년 기준으로 480,000명이다.

## 행정 구역
2개 가도, 7개 진을 관할한다.
- 가도: 老矿街道, 夏桥街道.
- 진: 贾汪镇, 青山泉镇, 大吴镇, 紫庄镇, 塔山镇, 汴塘镇, 江庄镇.